# Езельгофт

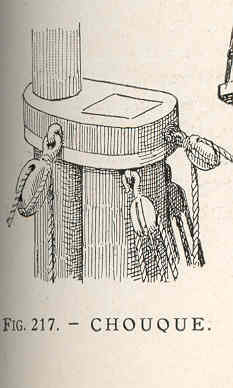
Езельгофт з обухами і блоками

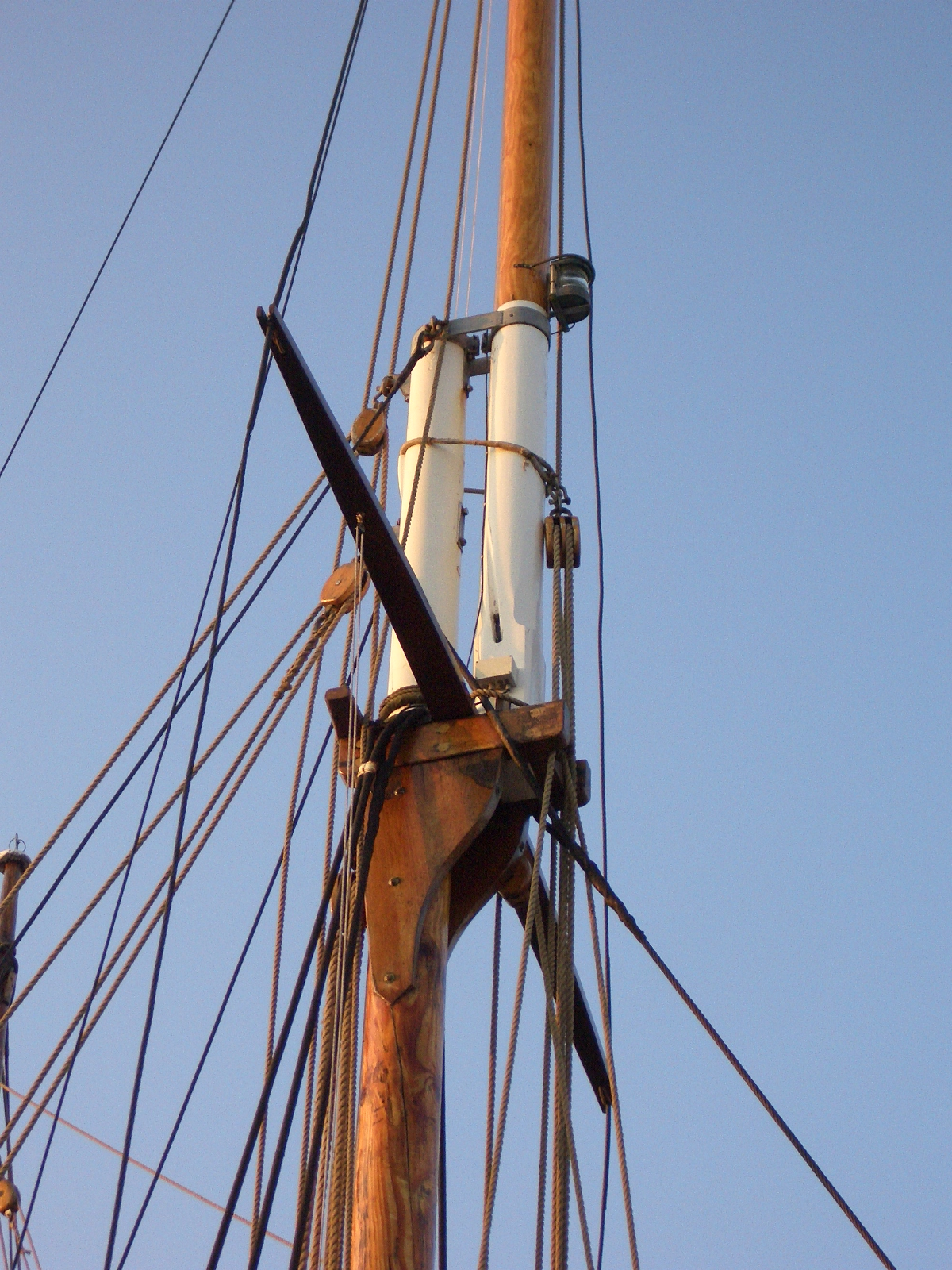
Езельгофт у вигляді металевої смуги

Езельго́фт (від нід. ezel hoofd або ниж.-нім. eselshoofd — «осляча голова») — деталь кріплення додаткових рангоутних дерев до основних (утлегаря до бушприта, стеньги до щогли, брам-стеньги до стеньги).
Езельгофти з'являються на кораблях з кінця XV століття, коли щогли стали надставляти стеньгами. До XIX століття езельгофти виготовляли з деревини твердих порід, частіше в'яза. На початку XIX ст. їх починають робити із залізних штаб, на межі XIX—XX століть поширення набувають металеві литі езельгофти.
Первісно езельгофт являв собою складовий дерев'яний брус з ненаскрізною квадратною виїмкою, якою він надівався на нок або топ основного рангоутного дерева і круглим наскрізним отвором для пропускання крізь нього додаткового дерева. Пізніше з'явилися езельгофти, оковані залізною штабою, і залізні. На езельгофти ставили кілька римів або обухів для проведення снастей такелажу. На англійських вітрильних кораблях езельгофт мав форму паралелепіпеда, на континентальних — форму півциліндра з боковою квадратною приробкою; у півциліндричній частині стень-езельгофтів проходили кіпи (жолобки) і шків-гати для драйрепних марса-фалів (на англійських кораблях марса-фали проходили через шків-гати в чиксах або через прикріплені на топі блоки).
Іменують езельгофти за рангоутними деревами: стень-езельгофт кріпиться на топі щогли й утримує стеньгу (залежно від конкретної стеньги розрізняють фор-стень-езельгофт, грот-стень-езельгофт і крюйс-стень-езельгофт), брам-езельгофт — утримує брам-стеньгу, бом-брам-езельгофт — бом-брам-стеньгу. Бушпритний езельгофт з'єднує бушприт з утлегарем.